# Aeroplan

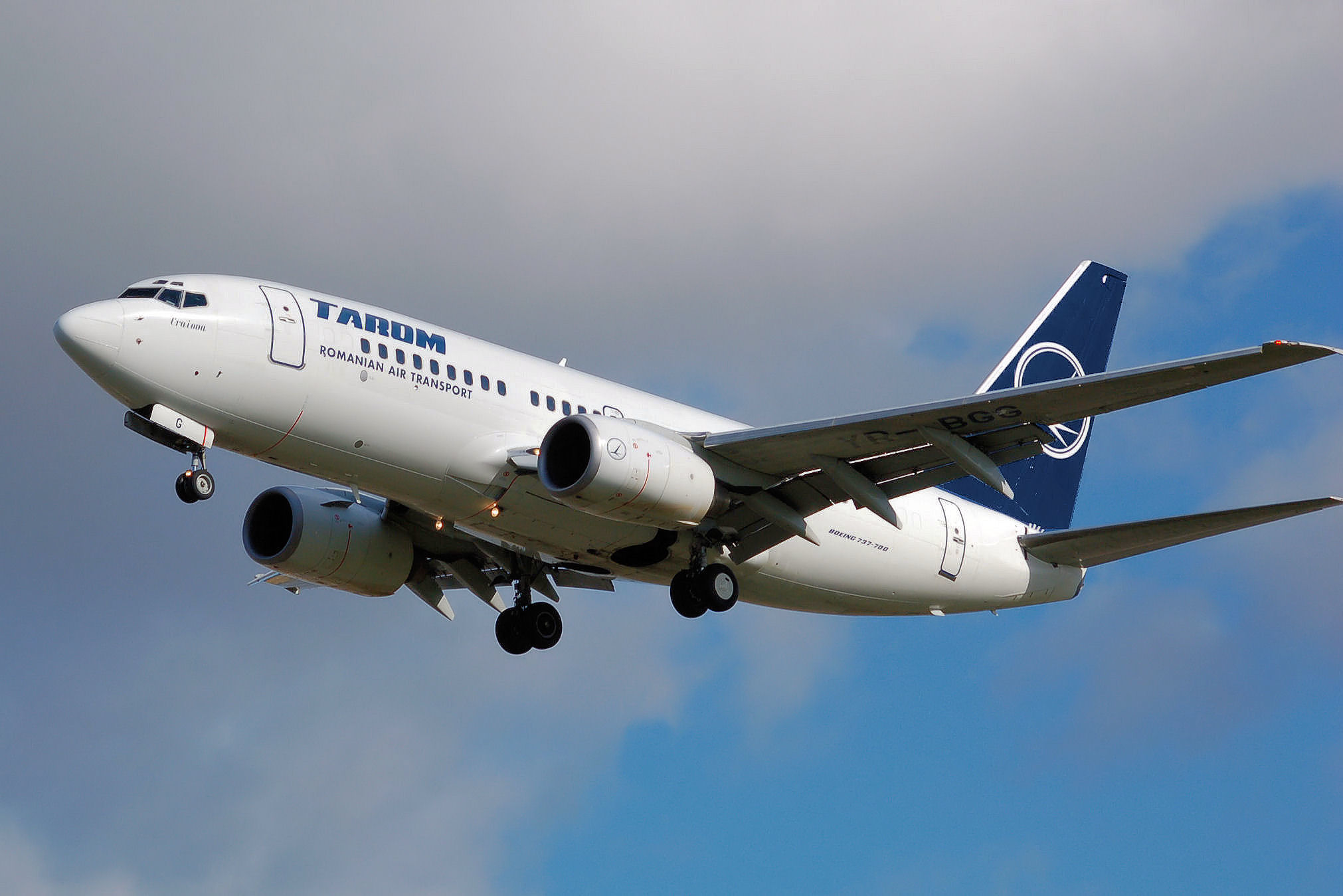
Avion comercial Boeing 737 al TAROM

Aeroplanul este dintr-o clasă de aerodine cu o suprafață portantă fixă. Suprafața portantă asigură sustentația aeroplanului fie prin acțiunea unui grup motopropulsor, fie prin acțiunea unei componente a greutății (la zborul în coborâre sau la zborul fără motor).

## Clasificare
Aeroplanele se împart în două categorii:
- avioane
- planoare

## Terminologie
Denumirea de aeroplan este azi ieșită din uzul general (se folosește însă în unele lucrări de specialitate). Termenul uzual este avion, care însă este impropriu (provine din avis, pasăre), dar rareori creează confuzie și se deduce din context dacă este vorba despre clasa de aerodine sau despre aparatul de zbor omonim clasei.
Termenul aeroplan a fost folosit și de Traian Vuia în titlul proiectului său de mașină zburătoare: L'aéroplan automobile.

## Articole similare
Planor